# UFC on ESPN: Covington vs. Lawler
UFC on ESPN: Covington vs. Lawler (eller UFC on ESPN 5) var en MMA-gala som arrangerades av UFC och ägde rum 3 augusti 2019 i Newark, NJ, USA.

## Bakgrund
En match i weltervikt mellan före detta interimwelterviktsmästaren Colby Covington och före detta welterviktsmästaren Robbie Lawler var galans huvudmatch.
Initialt ville UFC arrangera galan i Sotji, Ryssland och därmed få till sin första gala i svartahavsområdet. De planerna grusades och UFC meddelade senare att galan lagts i New Jersey.

## Skador/Ändringar
En match i lätt tungvikt mellan Ilir Latifi och Volkan Özdemir var initialt planerad till UFC Fight Night: Gustafsson vs. Smith 1 juni 2019, men Latifi tvingades dra sig ur matchen på grund av en ryggskada. De två var tänkta att mötas på den här galan istället, men matchen senarelades en vecka när Özdemir sägs ha fått visaproblem och tvingats boka om sin resa. 

## Resultat
1. ↑   Catchvikt 71,66 kg (158 lbs), Ma missade vikten.
2. ↑   Catchvikt 80 kg (176 lbs), Williams missade vikten.

## Bonusar
Följande MMA-utövare fick 50 000 USD bonusar:
- Fight of the Night: Antonina Sjevtjenko vs. Lucie Pudilová
- Performance of the Night: Matt Schnell och Nasrat Haqparast